# 王伟斌
王伟斌（1971年—），汉族，中华人民共和国政治人物、第十一届全国政协委员。
担任全国青联常委、双全控股有限公司董事长。2008年，当选第十一届全国政协委员，代表中华全国青年联合会，分入第十六组。夫人为原央视主持人沈冰。